# Mistrzostwa Świata w Pływaniu na krótkim basenie 2021
15. Mistrzostwa Świata w Pływaniu na krótkim basenie odbywały się w dniach 16–21 grudnia 2021 roku w Abu Zabi. Zawody początkowo miały odbyć się w 2020 roku, ale zostały przeniesione na 13–18 grudnia 2021 roku ze względu na pandemię COVID-19. Termin mistrzostw w lutym 2021 roku został przesunięty o trzy dni. Wszystkie konkurencje zostały przeprowadzone na basenie 25-metrowym. 

## Klasyfikacja medalowa
| Miejsce | Państwo                     | Złoto | Srebro | Brąz | Razem |
| ------- | --------------------------- | ----- | ------ | ---- | ----- |
| 1.      | Stany Zjednoczone           | 9     | 9      | 12   | 30    |
| 2.      | Kanada                      | 7     | 6      | 2    | 15    |
| 3.      | Włochy                      | 5     | 5      | 6    | 16    |
| 4.      | Rosyjska Federacja Pływacka | 4     | 7      | 4    | 15    |
| 5.      | Szwecja                     | 4     | 5      | 3    | 12    |
| 6.      | Chiny                       | 4     | 1      | 2    | 7     |
| 7.      | Holandia                    | 2     | 3      | 3    | 8     |
| 8.      | Hongkong                    | 2     | 0      | 1    | 3     |
| 9.      | Izrael                      | 2     | 0      | 0    | 2     |
| 9.      | Japonia                     | 2     | 0      | 0    | 2     |
| 11.     | Niemcy                      | 1     | 1      | 1    | 3     |
| 12.     | Brazylia                    | 1     | 0      | 2    | 3     |
| 13.     | Polska                      | 1     | 0      | 1    | 2     |
| 13.     | Wielka Brytania             | 1     | 0      | 1    | 2     |
| 15.     | Austria                     | 1     | 0      | 0    | 1     |
| 15.     | Białoruś                    | 1     | 0      | 0    | 1     |
| 15.     | Korea Południowa            | 1     | 0      | 0    | 1     |
| 18.     | Irlandia                    | 0     | 1      | 1    | 2     |
| 18.     | Litwa                       | 0     | 1      | 1    | 2     |
| 18.     | Południowa Afryka           | 0     | 1      | 1    | 2     |
| 18.     | Szwajcaria                  | 0     | 1      | 1    | 2     |
| 22.     | Francja                     | 0     | 1      | 0    | 1     |
| 22.     | Norwegia                    | 0     | 1      | 0    | 1     |
| 22.     | Trynidad i Tobago           | 0     | 1      | 0    | 1     |
| 22.     | Tunezja                     | 0     | 1      | 0    | 1     |
| 26.     | Bośnia i Hercegowina        | 0     | 0      | 1    | 1     |
| 26.     | Rumunia                     | 0     | 0      | 1    | 1     |
| 26.     | Ukraina                     | 0     | 0      | 1    | 1     |
| Razem   | Razem                       | 48    | 45     | 45   | 138   |

## Medaliści

### Mężczyźni
| Konkurencja             | Złoto | Złoto                 | Srebro | Srebro        | Brąz | Brąz          |
| Konkurencja             | Zawodnik | Czas                  | Zawodnik | Czas          | Zawodnik | Czas          |
| Styl dowolny            | |                       | |               | |               |
| 50 metrów               | Benjamin Proud · Wielka Brytania | 20,45                 | Ryan Held · Stany Zjednoczone | 20,70         | Joshua Liendo · Kanada | 20,76         |
| 100 metrów              | Alessandro Miressi · Włochy | 45,57                 | Ryan Held · Stany Zjednoczone | 45,63         | Joshua Liendo · Kanada | 45,82         |
| 200 metrów              | Hwang Sun-woo · Korea Południowa | 1:41,60               | Aleksandr Szczogolew Rosyjska Federacja Pływacka | 1:41,63       | Danas Rapšys · Litwa | 1:41,73       |
| 400 metrów              | Felix Auböck · Austria | 3:35,90               | Danas Rapšys · Litwa | 3:36,23       | Antonio Djakovic · Szwajcaria | 3:36,83       |
| 1500 metrów             | Florian Wellbrock · Niemcy | 14:06,88              | Ahmed Hafnaoui · Tunezja | 14:10,94      | Mychajło Romanczuk · Ukraina | 14:11,47      |
| Styl grzbietowy         | |                       | |               | |               |
| 50 metrów               | Klimient Kolesnikow Rosyjska Federacja Pływacka | 22,66                 | Christian Diener · NiemcyLorenzo Mora · Włochy | 22,90         | Nie przyznano | Nie przyznano |
| 100 metrów              | Shaine Casas · Stany Zjednoczone | 49,23                 | Klimient Kolesnikow Rosyjska Federacja Pływacka | 49,46         | Robert Glință · Rumunia | 49,60         |
| 200 metrów              | Radosław Kawęcki · Polska | 1:48,68               | Shaine Casas · Stany Zjednoczone | 1:48,81       | Christian Diener · Niemcy | 1:48,97       |
| Styl klasyczny          | |                       | |               | |               |
| 50 metrów               | Nic Fink · Stany Zjednoczone | 25,53                 | Nicolò Martinenghi · Włochy | 25,55         | João Gomes Júnior · Brazylia | 25,80         |
| 100 metrów              | Ilja Szymanowicz · Białoruś | 55,70                 | Nicolò Martinenghi · Włochy | 55,80         | Nic Fink · Stany Zjednoczone | 55,87         |
| 200 metrów              | Nic Fink · Stany Zjednoczone | 2:02,28               | Arno Kamminga · Holandia | 2:02,42       | Will Licon · Stany Zjednoczone | 2:02,84       |
| Styl motylkowy          | |                       | |               | |               |
| 50 metrów               | Nicholas Santos · Brazylia | 21,93                 | Dylan Carter · Trynidad i Tobago | 21,98         | Matteo Rivolta · Włochy | 22,02         |
| 100 metrów              | Matteo Rivolta · Włochy | 48,87                 | Chad le Clos · Południowa Afryka | 49,04         | Andriej Minakow Rosyjska Federacja Pływacka | 49,21         |
| 200 metrów              | Alberto Razzetti · Włochy | 1:49,06               | Noè Ponti · Szwajcaria | 1:49,81       | Chad le Clos · Południowa Afryka | 1:49,84       |
| Styl zmienny            | |                       | |               | |               |
| 100 metrów              | Klimient Kolesnikow Rosyjska Federacja Pływacka | 51,09                 | Tomoe Hvas · Norwegia | 51,35         | Thomas Ceccon · Włochy | 51,40         |
| 200 metrów              | Daiya Seto · Japonia | 1:51,15               | Carson Foster · Stany Zjednoczone | 1:51,35       | Alberto Razzetti · Włochy | 1:51,54       |
| 400 metrów              | Daiya Seto · Japonia | 3:56,26               | Ilja Borodin Rosyjska Federacja Pływacka | 3:56,47 , WJ  | Carson Foster · Stany Zjednoczone | 3:57,99       |
| Sztafety – styl dowolny | |                       | |               | |               |
| 4 × 50 metrów           | Włochy · Leonardo Deplano (21,37) · Lorenzo Zazzeri (20,42) · Manuel Frigo (21,21) · Alessandro Miressi (20,61) | 1:23,61               | Rosyjska Federacja Pływacka Andriej Minakow (21,14) Władimir Morozow (20,61) Władislaw Griniew (20,72) Aleksandr Szczogolew (21,28) Daniił Markow                              | 1:23,75       | Holandia · Jesse Puts (21,30) · Stan Pijnenburg (20,91) · Kenzo Simons (21,16) · Thom de Boer (20,41) · Thomas Verhoeven                                                                                    | 1:23,78       |
| 4 × 100 metrów          | Rosyjska Federacja Pływacka Klimient Kolesnikow (46,44) Andriej Minakow (45,61) Władisław Griniew (45,87) Aleksandr Szczogolew (45,53) Władimir Morozow Daniił Markow | 3:03,45               | Włochy · Alessandro Miressi (46,12) · Thomas Ceccon (45,71) · Leonardo Deplano (45,98) · Lorenzo Zazzeri (45,80) · Manuel Frigo                                                | 3:03,61       | Stany Zjednoczone · Ryan Held (45,75) · Hunter Tapp (46,78) · Shaine Casas (46,50) · Zach Apple (46,39) · Tom Shields                                                                                       | 3:05,42       |
| 4 × 200 metrów          | Stany Zjednoczone · Kieran Smith (1:41,79) · Trenton Julian (1:41,35) · Carson Foster (1:41,65) · Ryan Held (1:42,21) · Hunter Tapp · Zach Harting | 6:47,00               | Rosyjska Federacja Pływacka Władisław Griniew (1:43,18) Aleksandr Szczogolew (1:40,86) Michaił Wiekowiszczew (1:42,16) Iwan Giriew (1:42,92) Nikołaj Snegiriew Daniił Szatalow | 6:49,12       | Brazylia · Fernando Scheffer (1:42,51) · Murilo Sartori (1:42,07) · Kaique Alves (1:43,15) · Breno Correia (1:41,87) · Leonardo Coelho Santos                                                               | 6:49,60       |
| Sztafety – styl zmienny | |                       | |               | |               |
| 4 × 50 metrów           | Rosyjska Federacja Pływacka · Klimient Kolesnikow (22,76) · Kiriłł Strelnikow (25,62) · Andriej Minakow (21,76) · Władimir Morozow (20,37) · Pawieł Samusenko · Andriej Nikołajew · Oleg Kostin · Aleksandr Szczogolew Stany Zjednoczone · Shaine Casas (23,11) · Nic Fink (25,13) · Tom Shields (21,75) · Ryan Held (20,52) · Will Licon · Trenton Julian · Zach Apple | 1:30,51 =1:30,51 =, = | Nie przyznano | Nie przyznano | Włochy · Lorenzo Mora (23,24) · Nicolò Martinenghi (25,30) · Matteo Rivolta (21,95) · Lorenzo Zazzeri (20,29) · Michele Lamberti · Thomas Ceccon                                                            | 1:30,78       |
| 4 × 100 metrów          | Włochy · Lorenzo Mora (50,34) · Nicolò Martinenghi (55,94) · Matteo Rivolta (48,43) · Alessandro Miressi (46,05) · Thomas Ceccon · Alberto Razzetti · Lorenzo Zazzeri | 3:19,76 ,             | Stany Zjednoczone · Shaine Casas (50,44) · Nic Fink (55,27) · Trenton Julian (49,36) · Ryan Held (45,43) · Hunter Tapp · Will Licon · Zach Apple                               | 3:20,50       | Rosyjska Federacja Pływacka Klimient Kolesnikow (49,47) Danił Semianinow (57,06) Andriej Minakow (48,81) Aleksandr Szczogolew (45,31) Pawieł Samusenko Aleksandr Żigałow Roman Szewliakow Władisław Griniew | 3:20,65       |

### Kobiety
| Konkurencja             | Złoto | Złoto          | Srebro | Srebro        | Brąz | Brąz       |
| Konkurencja             | Zawodniczka | Czas           | Zawodniczka | Czas          | Zawodniczka | Czas       |
| Styl dowolny            | |                | |               | |            |
| 50 metrów               | Sarah Sjöström · Szwecja | 23,08          | Ranomi Kromowidjojo · Holandia | 23,31         | Katarzyna Wasick · Polska | 23,40      |
| 100 metrów              | Siobhan Haughey · Hongkong | 50,98          | Sarah Sjöström · Szwecja | 51,31         | Abbey Weitzeil · Stany Zjednoczone | 51,64      |
| 200 metrów              | Siobhan Haughey · Hongkong | 1:50,31        | Rebecca Smith · Kanada | 1:52,24       | Paige Madden · Stany Zjednoczone | 1:53,01    |
| 400 metrów              | Li Bingjie · Chiny | 3:55,83        | Summer McIntosh · Kanada | 3:57,87       | Siobhan Haughey · Hongkong | 3:58,12    |
| 800 metrów              | Li Bingjie · Chiny | 8:02,90        | Anastasija Kirpicznikowa Rosyjska Federacja Pływacka | 8:06,44       | Simona Quadarella · Włochy | 8:07,99    |
| Styl grzbietowy         | |                | |               | |            |
| 50 metrów               | Margaret MacNeil · Kanada | 25,27          | Kylie Masse · Kanada | 25,62         | Louise Hansson · Szwecja | 25,86      |
| 100 metrów              | Louise Hansson · Szwecja | 55,20          | Kylie Masse · Kanada | 55,22         | Katharine Berkoff · Stany Zjednoczone | 55,40      |
| 200 metrów              | Rhyan White · Stany Zjednoczone | 2:01,58        | Kylie Masse · Kanada | 2:02,07       | Isabelle Stadden · Stany Zjednoczone | 2:02,20    |
| Styl klasyczny          | |                | |               | |            |
| 50 metrów               | Anastasia Gorbenko · Izrael | 29,34          | Benedetta Pilato · Włochy | 29,50         | Sophie Hansson · Szwecja | 29,55      |
| 100 metrów              | Tang Qianting · Chiny | 1:03,47        | Sophie Hansson · Szwecja | 1:03,50       | Mona McSharry · Irlandia | 1:03,92    |
| 200 metrów              | Emily Escobedo · Stany Zjednoczone | 2:17,85        | Jewgienija Czikunowa Rosyjska Federacja Pływacka | 2:17,88       | Molly Renshaw · Wielka Brytania | 2:17,96    |
| Styl motylkowy          | |                | |               | |            |
| 50 metrów               | Ranomi Kromowidjojo · Holandia | 24,44 ,        | Sarah Sjöström · Szwecja | 24,51         | Claire Curzan · Stany Zjednoczone | 24,55 , WJ |
| 100 metrów              | Margaret MacNeil · Kanada | 55,04          | Louise Hansson · Szwecja | 55,10         | Claire Curzan · Stany Zjednoczone | 55,39 WJ   |
| 200 metrów              | Zhang Yufei · Chiny | 2:03,01        | Charlotte Hook · Stany Zjednoczone | 2:04,35       | Lana Pudar · Bośnia i Hercegowina | 2:04,88    |
| Styl zmienny            | |                | |               | |            |
| 100 metrów              | Anastasia Gorbenko · Izrael | 57,80          | Béryl Gastaldello · Francja | 57,96         | Marija Kamieniewa Rosyjska Federacja Pływacka | 58,15      |
| 200 metrów              | Sydney Pickrem · Kanada | 2:04,29        | Yu Yiting · Chiny | 2:04,48 WJ    | Kate Douglass · Stany Zjednoczone | 2:04,68    |
| 400 metrów              | Tessa Cieplucha · Kanada | 4:25,55        | Ellen Walshe · Irlandia | 4:26,52       | Melanie Margalis · Stany Zjednoczone | 4:26,63    |
| Sztafety – styl dowolny | |                | |               | |            |
| 4 × 50 metrów           | Stany Zjednoczone · Abbey Weitzeil (23,59) · Claire Curzan (23,40) · Katharine Berkoff (23,81) · Kate Douglass (23,42) · Torri Huske | 1:34,22        | Szwecja · Sarah Sjöström (23,33) · Michelle Coleman (23,38) · Sara Junevik (24,02) · Louise Hansson (23,81) · Hanna Rosvall                                          | 1:34,54       | Holandia · Kim Busch (24,29) · Maaike de Waard (23,71) · Kira Toussaint (24,01) · Ranomi Kromowidjojo (22,88) · Marrit Steenbergen · Tessa Giele | 1:34,89    |
| 4 × 100 metrów          | Stany Zjednoczone · Kate Douglass (52,39) · Claire Curzan (52,25) · Katharine Berkoff (52,38) · Abbey Weitzeil (51,50) · Torri Huske Kanada · Kayla Sanchez (51,73) · Margaret MacNeil (52,07) · Rebecca Smith (52,11) · Katerine Savard (52,61) · Bailey Andison | 3:28,523:28,52 | Nie przyznano | Nie przyznano | Szwecja · Sarah Sjöström (51,45) · Michelle Coleman (52,06) · Sophie Hansson (53,41) · Louise Hansson (51,88) · Sara Junevik                     | 3:28,80    |
| 4 × 200 metrów          | Kanada · Summer McIntosh (1:54,30) · Kayla Sanchez (1:52,97) · Katerine Savard (1:54,01) · Rebecca Smith (1:51,68) · Tessa Cieplucha · Sydney Pickrem | 7:32,96        | Stany Zjednoczone · Torri Huske (1:54,72) · Abbey Weitzeil (1:54,31) · Melanie Margalis (1:54,83) · Paige Madden (1:52,67) · Katharine Berkoff · Emma Weyant         | 7:36,53       | Chiny · Li Bingjie (1:53,42) · Cheng Yujie (1:54,91) · Zhu Menghui (1:55,73) · Liu Yaxin (1:55,86)                                               | 7:39,92    |
| Sztafety – styl zmienny | |                | |               | |            |
| 4 × 50 metrów           | Szwecja · Louise Hansson (25,91) · Sophie Hansson (29,07) · Sarah Sjöström (23,96) · Michelle Coleman (23,44) · Hanna Rosvall · Emelie Fast | 1:42,38 =      | Stany Zjednoczone · Rhyan White (26,33) · Lydia Jacoby (29,62) · Claire Curzan (24,56) · Abbey Weitzeil (23,10) · Katharine Berkoff · Emily Escobedo · Kate Douglass | 1:43,61       | Holandia · Kira Toussaint (26,08) · Kim Busch (30,59) · Maaike de Waard (24,51) · Ranomi Kromowidjojo (22,85) · Tessa Giele                      | 1:44,03    |
| 4 × 100 metrów          | Szwecja · Louise Hansson (56,25) · Sophie Hansson (1:03,70) · Sarah Sjöström (54,65) · Michelle Coleman (51,60) · Hanna Rosvall · Emelie Fast | 3:46,20        | Kanada · Kylie Masse (55,76) · Sydney Pickrem (1:04,97) · Maggie Mac Neil (55,30) · Kayla Sanchez (51,33) · Katerine Savard · Summer McIntosh                        | 3:47,36       | Chiny · Peng Xuwei (57,12) · Tang Qianting (1:03,25) · Zhang Yufei (54,93) · Cheng Yujie (52,11) · Wan Letian · Yu Yiting · Zhu Jiaming          | 3:47,41    |

### Konkurencje mieszane
| Konkurencja                                     | Złoto | Złoto   | Srebro | Srebro  | Brąz | Brąz    |
| Konkurencja                                     | Zawodnik / Zawodniczka | Czas    | Zawodnik / Zawodniczka | Czas    | Zawodnik / Zawodniczka | Czas    |
| Sztafeta mieszana 4 × 50 metrów stylem dowolnym | Kanada · Joshua Liendo (20,94) · Yuri Kisil (20,99) · Kayla Sanchez (23,51) · Margaret MacNeil (23,11) · Rebecca Smith · Katerine Savard                  | 1:28,55 | Holandia · Jesse Puts (21,33) · Thom de Boer (20,35) · Ranomi Kromowidjojo (22,97) · Kira Toussaint (23,96) · Kenzo Simons                       | 1:28,61 | Rosyjska Federacja Pływacka Władimir Morozow (21,17) Andriej Minakow (20,95) Marija Kamieniewa (23,17) Arina Surkowa (23,68) Daniił Markow Rozalija Nasrietdinowa       | 1:28,97 |
| Sztafeta mieszana 4 × 50 metrów stylem zmiennym | Holandia · Kira Toussaint (26,21) · Arno Kamminga (25,40) · Ranomi Kromowidjojo (24,36) · Thom de Boer (20,23) · Tessa Giele · Nyls Korstanje · Kim Busch | 1:36,20 | Stany Zjednoczone · Shaine Casas (23,16) · Nic Fink (25,82) · Claire Curzan (24,85) · Abbey Weitzeil (23,21) · Kate Douglass · Katharine Berkoff | 1:37,04 | Włochy · Lorenzo Mora (23,28) · Nicolò Martinenghi (25,60) · Elena Di Liddo (24,91) · Silvia Di Pietro (23,50) · Michele Lamberti · Benedetta Pilato · Leonardo Deplano | 1:37,29 |

## Rekordy
Podczas zawodów ustanowiono następujące rekordy świata i mistrzostw.

### Rekordy świata
| Data       | Konkurencja                             | Czas     | Zawodniczka                                                                                   | Reprezentacja |
| ---------- | --------------------------------------- | -------- | --------------------------------------------------------------------------------------------- | ------------- |
| 16 grudnia | 200 m stylem dowolnym kobiet – finał    | 1:50,31  | Siobhan Haughey                                                                               | Hongkong      |
| 17 grudnia | 4 × 50 m stylem zmiennym kobiet – finał | 1:42,38  | Louise Hansson (25,91) Sophie Hansson (29,07) Sarah Sjöström (23,96) Michelle Coleman (23,44) | Szwecja       |
| 20 grudnia | 50 m stylem grzbietowym kobiet – finał  | 25,27    | Margaret MacNeil                                                                              | Kanada        |
| 21 grudnia | 1500 m stylem dowolnym mężczyzn – finał | 14:06,88 | Florian Wellbrock                                                                             | Niemcy        |

### Rekordy mistrzostw
| Data       | Konkurencja                                        | Czas    | Zawodnik / Zawodniczka | Reprezentacja                                 |
| ---------- | -------------------------------------------------- | ------- | --- | --------------------------------------------- |
| 17 grudnia | 100 m stylem klasycznym mężczyzn – finał           | 55,70   | Ilja Szymanowicz | Białoruś                                      |
| 18 grudnia | 100 m stylem dowolnym kobiet – finał               | 50,98   | Siobhan Haughey | Hongkong                                      |
| 18 grudnia | 800 m stylem dowolnym kobiet – finał               | 8:02,90 | Li Bingjie | Chiny                                         |
| 18 grudnia | Sztafeta mieszana 4 × 50 m stylem zmiennym – finał | 1:36,20 | Kira Toussaint (26,21) Arno Kamminga (25,40) Ranomi Kromowidjojo (24,36) Thom de Boer (20,23)                                                                                     | Holandia                                      |
| 19 grudnia | 50 m stylem motylkowym kobiet – finał              | 24,44   | Ranomi Kromowidjojo | Holandia                                      |
| 20 grudnia | 4 × 50 m stylem zmiennym mężczyzn – finał          | 1:30,51 | Klimient Kolesnikow (22,76) Kiriłł Strelnikow (25,62) Andriej Minakow (21,76) Władimir Morozow (20,37)Shaine Casas (23,11) Nic Fink (25,13) Tom Shields (21,75) Ryan Held (20,52) | Rosyjska Federacja Pływacka Stany Zjednoczone |
| 21 grudnia | 50 m stylem dowolnym kobiet – finał                | 23,08   | Sarah Sjöström | Szwecja                                       |
| 21 grudnia | 4 × 100 m stylem zmiennym mężczyzn – finał         | 3:19,76 | Lorenzo Mora (50,34) Nicolò Martinenghi (55,94) Matteo Rivolta (48,43) Alessandro Miressi (46,05)                                                                                 | Włochy                                        |